# Snidavka, Cosău
Snidavka (în ucraineană Снідавка) este o comună în raionul Cosău, regiunea Ivano-Frankivsk, Ucraina, formată numai din satul de reședință.

## Demografie
Componența lingvistică a comunei Snidavka
     Ucraineană (100%)
Conform recensământului din 2001, toată populația comunei Snidavka era vorbitoare de ucraineană (100%).